# مارتن وودز
مارتن وودز (بالإنجليزية: Martin Woods)‏ (1 يناير 1986 في المملكة المتحدة - ) هو لاعب كرة قدم بريطاني في مركز الوسط. شارك مع منتخب اسكتلندا تحت 17 سنة لكرة القدم ومنتخب اسكتلندا تحت 19 سنة لكرة القدم ومنتخب اسكتلندا تحت 21 سنة لكرة القدم. أما مع النوادي، فقد لعب مع شروزبري تاون وليدز يونايتد ونادي بارنسلي ونادي دونكاستر روفرز ونادي روذرهام يونايتد ونادي روس كاونتي ونادي سندرلاند ويوفل تاون ونادي هارتلبول يونايتد.

## وصلات خارجية
- مارتن وودز على موقع قاعدة بيانات كرة القدم.إي يو (الإنجليزية)
- مارتن وودز على موقع Soccerbase.com (لاعب) (الإنجليزية)
- مارتن وودز على موقع عالم كرة القدم.نت (الإنجليزية)